# Georg Wilhelm Detharding (Mediziner)
Georg Wilhelm Detharding (* 24. Mai 1797 in Rostock; † 30. Juni 1882 ebenda) war ein deutscher Mediziner.

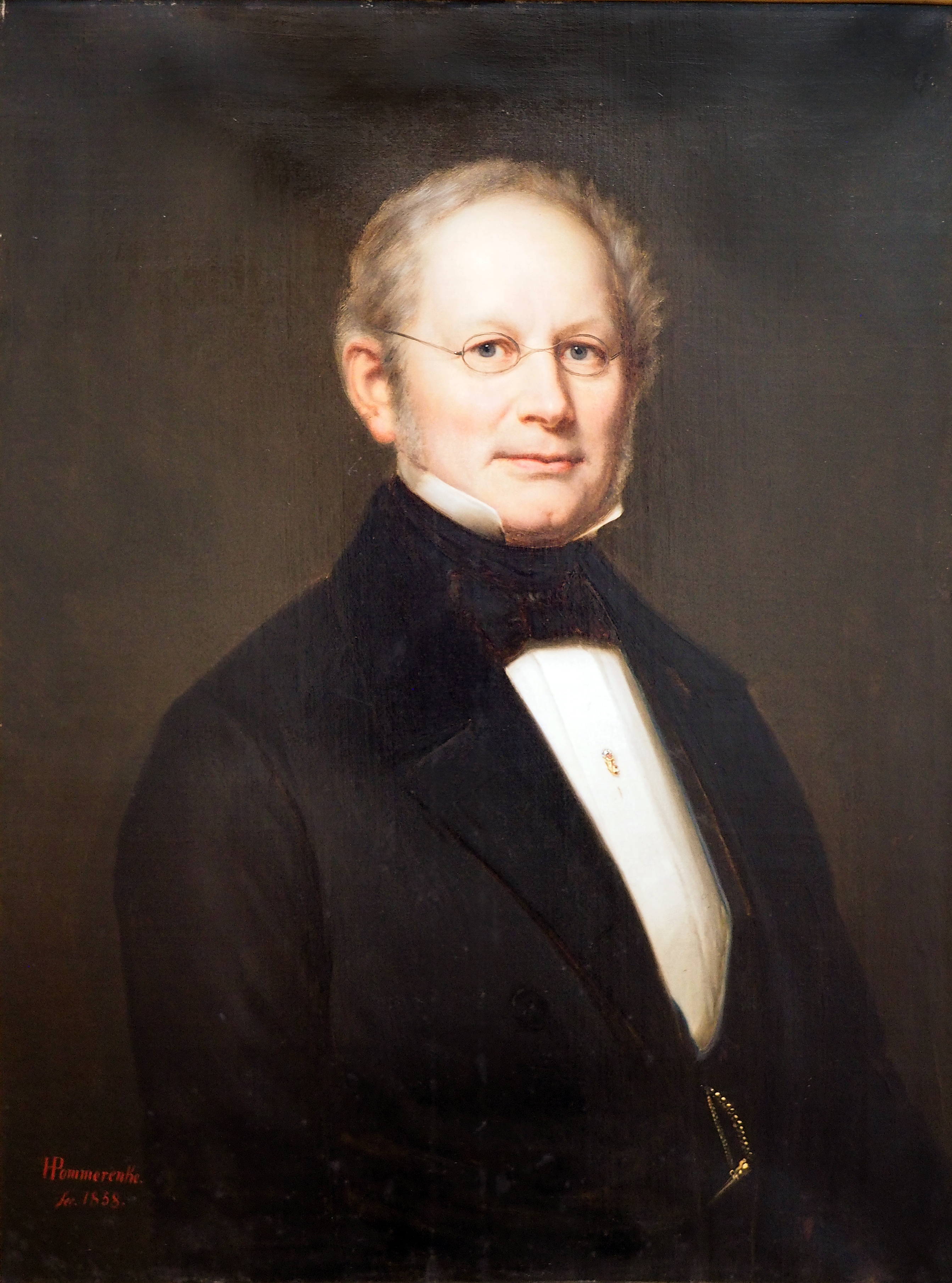
Porträt G. W. Detharding gemalt von Heinrich Pommerencke

## Leben
Georg Wilhelm Detharding war der Sohn des Rostocker Mediziners und Botanikers Georg Gustav Detharding (1765–1839) und dessen Ehefrau Marie Elizabeth Sophie, geb. Tarnow (1774–1859). Er studierte ab 1815 Medizin an der Universität Rostock, wo er 1819 zum Dr. med. promoviert wurde zu dem Thema De Syphilide neonatorum.
Er praktizierte ab 1820 als Arzt in Rostock und war ab 1821 Oberarzt des Großherzoglichen Musketier-Bataillons. Er nahm in dieser Funktion 1848 am Krieg gegen Dänemark teil. Danach war er wieder als Arzt und als Stadtphysicus tätig. Am 12. März 1821 wurde er mit dem akademischen Beinamen Frenellius zum Mitglied (Matrikel-Nr. 1209) der Deutschen Akademie der Naturforscher Leopoldina gewählt.